# Віїшоара (Глоденський район)
Віїшоара (рум. Viișoara) — село у Глоденському районі Молдови. Адміністративний центр однойменної комуни, до складу якої також входить село Моара-Домняске.

## Населення
За даними перепису населення 2004 року у селі проживали 1504 особи.
Національний склад населення села:
| Національність       | Кількість осіб | Відсоток   |
| -------------------- | -------------- | ---------- |
| молдавани румуни     | 1447 43        | 96,2% 2,9% |
| українці             | 7              | 0,5%       |
| росіяни              | 6              | 0,4%       |
| інша / без відповіді | 1              | 0,1%       |
| Всього               | 1504           | 100%       |